# Szabó Adorján Aladár
Szabó Adorján Aladár OPraem (Kassa, 1868. március 12. – Kassa, 1950. április 7.) római katolikus pap, premontrei szerzetes, kanonok, szerzetesi házfőnök, főgimnáziumi tanár, majd igazgató, történész, levéltáros, majd levéltári igazgató, nyelvész, tankönyvíró.

## Élete
1886-ban lépett Jászón a premontrei rendbe. 1891-ben szentelték pappá. 1890-ben lett főgimnáziumi tanár lett Rozsnyón, majd 1891-ben Kassán. 1897-től konventi tag Jászón és 1898 óta ismét tanár Kassán. 1914-től házfőnök, illetve gimnáziumi igazgató. 1921-ben Leleszen lett házfőnök, egyben országos főlevéltárnok címet is kapott. 1934-ben Kassán nyugalomba vonult. Ennek ellenére 1936-tól a Jászón a leleszi országos levéltár igazgatójává nevezték ki. 1938-ban Kassán házfőnök lett, de 1939-ben végleg nyugalomba vonult. Ezt követően már csak írásai jelentek meg. 1950-ben hunyt el Kassán 82 éves korában hosszú és termékeny élet után.

## Művei

### Folyóiratcikkek
Cikkei a Fővárosi Lapokban (1893. finnből ford. beszély); a kassai főgimnáziumi Értesítőjében (1899. Conservations-Lexikon per története, különnyomatban is, 1903. II. Rákóczi Ferencz nagyanyja és édesanyja); a Felsőmagyarországban (1899. Pogány apáczák a régi Rómában); a kassai Kazinczy-kör Évkönyvében (1904. Epizódok a kurucz szabadságharczból) jelentek meg. Írt még a Pannoniába, Kassa Vidékébe, Nagybányába, M. Államba és a Vasárnapi Ujságba.

### Önállóan megjelent művei
- Magyar nyelvtan mondattani alapon. I–II. rész. Budapest, 1906–1907 (Ismertette a Hivatalos Közlöny 19. sz.)
- II. Rákóczi Ferencz Kassa multjában. A kassai Kazinczy-kör megbizásából. Kassa, 1906
- Magyar nyelvtan polgáris és középiskolák 1. és 2. osztályai számára. Budapest, 1907–1909 (Máthé Györggyel közösen)
- Rendszeres magyar nyelvtan és magyar olvasókönyv. A középiskolák 1-3. osztályai számára. Budapest, 1907–1909 (Máthé Györggyel közösen)
- Rákóczi Ferenc Kassa múltjában, Kassa, 1909
- Kultúrtörténeti képek a 250 év előtti Kassáról. Egykorú idegen utazók megfigyelései alapján. 1909
- Abaúj vármegye és Kassa városa az I. Rákóczi Ferenc és Thököly-féle felkelések korában 1670–1685. Kassa, 1910
- A kassai jezsuiták és ferencesek végnapjai és II. József császár Kassán. Kassa, 1913
- Thurzó Imre és Nyári Krisztina házassága. (Magyar főúri nász 300 évvel ezelőtt). Kassa, 1940. [1941]
- A kassai ferencesek a régmúlt századokban. Kassa, 1941
- Hogyan helyezzük el a Rákóczi emlék szoborcsoportot? Kassa, 1941
- Baróti Szabó Dávid kassai társasága. Kassa, 1942
- Az Istent kereső Rákóczi. Kassa, 1943
- A leleszi prépostság vázlatos története. Jászóvár, 1944 (Különnyomat a Jászóvári Premontrei Knk-r. Prépság 1944. évi névtárából)